# Diane de Maufrigneuse
Diane de Maufrigneuse, née en 1796, fille de la duchesse d’Uxelles, est un personnage de La Comédie humaine créé par Honoré de Balzac. C’est une croqueuse de fortunes, qui règne sur le tout-Paris après le départ de la vicomtesse de Beauséant. Elle sera remplacée dans ce rôle par la marquise d'Espard.
Personnalité influente, qui revient dans de nombreux romans, ses apparitions sont toujours un phénomène éclatant, notamment dans Le Cabinet des Antiques, où elle se présente déguisée en homme, pour tirer Victurnien d’Esgrignon d’un mauvais pas. Sa toilette « fait » la mode dans les bals et salons.
Pour la situer en croqueuse de fortunes, Balzac la présente ainsi dès les premières lignes du texte : « Après les désastres de la révolution de Juillet qui détruisit plusieurs fortunes aristocratiques soutenues par la Cour, madame la princesse de Cadignan eut l’habileté de mettre sur le compte des évènements politiques la ruine complète due à ses prodigalités. »
Diane de Maufrigneuse deviendra ensuite princesse de Cadignan, après que son mari, le duc de Maufrigneuse, aura repris le titre de feu son père.
Ce personnage serait inspiré de la duchesse de Castries, que Balzac tenta vainement de séduire.

## Biographie de fiction
- En 1814, elle est mariée à l’amant de sa mère, le duc de Maufrigneuse. Elle possède une forte dot et de « grandes espérances ».
- En 1818, dans La Duchesse de Langeais (paru en 1832), c’est elle qui présente le général de Montriveau à la duchesse de Langeais.
- En 1819, dans Le Père Goriot (paru en 1835), elle paraît dans toute sa splendeur au bal de la vicomtesse de Beauséant.
- En 1822, dans Le Cabinet des Antiques (paru en 1839), elle fait la connaissance de Victurnien d’Esgrignon à une soirée chez le vidame de Pamiers. Victurnien est un croqueur de fortune avec lequel elle s’entend si bien qu’elle vole à son secours, mais elle s’empressera de le marier pour s’en débarrasser car elle méprise la faiblesse du jeune homme.
- En 1824, Splendeurs et misères des courtisanes (paru entre 1838 et 1844), elle a de nombreux amants parmi lesquels on compte Henri de Marsay. Dans ce même roman, elle introduit Lucien de Rubempré dans le salon des Grandlieu où Lucien fait sa cour à Clotilde de Grandlieu dans le but de « faire un mariage ». Très bienveillante à l’égard du jeune homme dont elle est la maîtresse, elle le reçoit couramment et le fait admettre dans les meilleures maisons. Ce qui ne l’empêche pas d’apporter soutien et consolation à la comtesse de Sérisy qui lui a « soufflé » Lucien dont elle est amoureuse folle. Elle fait venir madame Camusot et lui confie une mission : récupérer les brûlantes lettres d’amour que la princesse et Mme de Sérisy ont écrites et que l’abbé Carlos Herrera conserve pour exercer un chantage et peut-être sauver son protégé. Elle accorde d’ailleurs son soutien à l’ambitieux juge Camusot dont elle favorise l’avancement.
- En 1825, dans L'Interdiction (écrit entre 1836 et 1839), la marquise d'Espard lui « arrache son sceptre » de reine de Paris[3], après avoir acquis une célébrité foudroyante grâce au procès qu’elle intente à son mari pour le faire interdire.
- En 1827, dans La Muse du département (écrit entre 1832 et 1837), ses dépenses somptuaires obligent sa famille à vendre le château d’Anzy, racheté par monsieur de la Baudraye.
- Début 1830, elle devient princesse de Cadignan à la mort de son beau-père.
- En 1831, dans Autre étude de femme (écrit entre 1831 et 1842), après un tourbillon de prodigalités qui ont abouti à sa ruine totale, elle décide d’enterrer « la folle Diane de Maufrigneuse », ses seules amies restant Félicité des Touches et la marquise d’Espard. Chez cette dernière, elle fait la connaissance d’une belle âme : Daniel d'Arthez dans Les Secrets de la princesse de Cadignan. Elle vit un parfait amour avec Daniel d’Arthez qui la défend contre toute calomnie.
- En 1833, dans Le Député d'Arcis (commencé en 1839, repris par l’auteur en 1843, puis en 1847, terminé en 1854), grâce au concours dévoué de Charles Rabou, elle est toujours d’une élégance folle et fait l’admiration de Mme Philéas Beauvisage.
- En 1840, dans Une ténébreuse affaire (paru en 1843), la princesse de Cadignan protège sa vie privée et se cloître avec d’Arthez à Genève où elle passe le plus clair de son temps. On la voit peu dans le monde. Cette même année, elle marie son fils à Berthe de Cinq-Cygne.

## Romans dans lesquels le personnage apparaît
Elle apparaît aussi dans :
- Mémoires de deux jeunes mariées
- Béatrix
- Ursule Mirouët
- Ferragus
- Modeste Mignon
- Illusions perdues

## Adaptations
Le texte a inspiré un téléfilm : Les Secrets de la princesse de Cadignan. Réalisateur : Jacques Deray (juin 1982) ; adaptation : Jean-Claude Carrière d’après Honoré de Balzac. Avec notamment : Claudine Auger : la princesse de Cadignan ; Marina Vlady : la marquise d'Espard ; François Marthouret : Daniel d'Arthez ; Niels Arestrup : Rastignac ; Pierre Arditi : Émile Blondet ; Françoise Christophe : la marquise de Moncornet.
Le personnage de Diane de Maufrigneuse est à l'origine du pseudonyme « Maufrigneuse » utilisé par Guy de Maupassant, de 1881 à 1885, pour signer ses chroniques ou nouvelles dans la revue Gil Blas.